# Johnny Claes
Octave John "Johnny" Claes, född 11 augusti 1916 i London, död 3 februari 1956 i Bryssel, var en belgisk racerförare. Han drev även privatstallet Ecurie Belge.

## Racingkarriär
Claes började köra Grand Prix racing 1948 med en Talbot-Lago för egna stallet Ecurie Belge. Han körde även sportvagnsracing och från 1950 formel 1.
Claes drabbades av tuberkulos och tvingades sluta tävla 1955. Equipe Belge såldes till Jacques Swaters som slog samman stallet med sitt eget Ecurie Francorchamps till Equipe Nationale Belge. Claes avled i sviterna av sjukdomen 1956.

## F1-karriär
| Säsong | Stall/Tillverkare                                                                               | Poäng | Placering |
| ------ | ----------------------------------------------------------------------------------------------- | ----- | --------- |
| 1950   | Ecurie Belge (Talbot-Lago T26C)                                                                 | 0     | -         |
| 1951   | Ecurie Belge (Talbot-Lago T26C)                                                                 | 0     | -         |
| 1952   | Equipe Gordini Ecurie Belge (Simca-Gordini T15) HWM Vicomtesse de Walckiers (Simca-Gordini T15) | 0     | -         |
| 1953   | Ecurie Belge (Connaught Type A) Officine Alfieri Maserati                                       | 0     | -         |
| 1955   | Stirling Moss Ltd (Maserati 250F) Equipe Nationale Belge (Ferrari 500)                          | 0     | -         |